# Sorhagenia rhamniella
Sorhagenia rhamniella — вид лускокрилих комах родини розкішних вузькокрилих молей (Cosmopterigidae).

## Поширення
Вид поширений майже на всій території Європи, крім Балкан. Присутній у фауні України.

## Опис
Розмах крил 9-10 мм. Тіло та голова сіро-коричнева. Крила теж сіро-коричневі. Передні крила з темно-коричневою основою, чорними смужками та вохряною перев'яззю на 3-4 крила.

## Спосіб життя
Личинки живляться на Rhamnus frangula та Rhamnus cathartica. Вони з'їдають зсередини квіти, незріле насіння та кінцеві пагони. Іноді також їдять молоде листя. Заляльковування відбувається в блідо-жовтому коконі біля землі, іноді між листям. Личинок можна зустріти з початку травня по червень.